# 金圭哲
金圭哲（韓語：김규철，1960年4月6日—），韓國男演員，又譯為金圭鐵。

## 演出作品

### 電視劇
- 1995年：KBS《西宮》飾演 光海君
- 1996年：KBS《乙支洞Blues》
- 1997年：KBS2《婚紗（朝鲜语：웨딩드레스 (드라마)）》
- 1998年：KBS《紙鶴》
- 2000年：KBS《小說牧民心書》
- 2001年：MBC《美味關係》飾演 朴榮國
- 2001年：KBS《梅花戀歌》
- 2001年：SBS《夫婦相處的方法》
- 2002年：KBS《尋求陽光》
- 2002年：MBC《自從遇見你》
- 2002年：KBS《人魚公主》
- 2003年：KBS《武人時代》飾演 高麗毅宗
- 2003年：KBS《青青草》
- 2003年：SBS《酒國》
- 2003年：KBS《我不離婚》
- 2004年：SBS《郊遊街的女人》
- 2004年：KBS《不滅的李舜臣》飾演 林千壽
- 2005年：KBS《危險的愛情》飾演 金仁洙
- 2005年：KBS《復活》飾演 崔東燦
- 2006年：SBS《不良家族》飾演 河仁修
- 2006年：KBS《花郎戰士馬路》
- 2006年：KBS《大祚榮》飾演 信弘
- 2006年：KBS《逃亡者李斗龍》飾演 張斗植
- 2006年：SBS《我的愛達子小姐》
- 2007年：KBS《沈青回鄉》
- 2007年：KBS《魔王》飾演 車廣度
- 2008年：MBC《不要動搖》飾演 朴亨哲
- 2008年：KBS《最強七友》
- 2008年：KBS《傳說的故鄉》飾演 尹洪國
- 2008年：KBS《風之國》飾演 明盡
- 2009年：KBS《夥伴們》飾演 檢察官
- 2009年：SBS《傳說中的故鄉-竹島之恨》
- 2009年：KBS《熱血生意人》
- 2010年：SBS《摘星星給我》飾演 鄭仁居
- 2010年：KBS《九尾狐：狐狸小妹傳》
- 2010年：SBS《大物》
- 2010年：KBS《巨商金萬德》
- 2010年：TVN《奇察密錄-被封印的小說》飾演 寫小說的人的父親
- 2010年：KBS《總統》飾演 白燦基
- 2011年：KBS《重案組》飾演 敏珠的父親
- 2011年：KBS《童顏美女》飾演 蘇英富
- 2011年：KBS《廣開土太王》飾演 雪道安
- 2011年：JTBC《Padam Padam》飾演 檢察官
- 2011年：JTBC《仁粹大妃》飾演 李玄魯
- 2011年：JTBC《發酵家族》飾演 鄭成民（特別出演）
- 2012年：KBS《愛情啊愛情啊》飾演 呂山秋
- 2012年：MBN《愛情能用錢買嗎》飾演 汝三秋
- 2012年：KBS《新娘面具》飾演 禹炳俊
- 2012年：MBC《May Queen》飾演 朴基柱
- 2013年：SBS《那年冬天，起風了》飾演 張盛
- 2013年：JTBC《宮中殘酷史－花的戰爭》飾演 沈器遠
- 2013年：KBS《鯊魚》飾演 趙義宣
- 2014年：KBS《黃金交叉》飾演 朴熙瑞
- 2015年：KBS《懲毖錄》飾演 豐臣秀吉
- 2015年：OCN《失蹤的黑色M》飾演 朴正道
- 2015年：KBS《記得你》飾演 朴英哲
- 2015年：KBS《生意之神 - 客主2015》飾演 金輔鉉
- 2015年：KBS《Drama Special－孩子的爸》飾演 申基哲
- 2016年：KBS《在天空中的太陽》飾演 邊根泰
- 2016年：MBC《購物王路易》飾演 白善求
- 2017年：KBS《完美的妻子》飾演 曹永裴
- 2018年：KBS《我唯一的守護者》飾演 張大勳（特別出演）
- 2019年：MBC《The Banker》飾演 朴光秀
- 2019年：KBS《只走花路吧》飾演 姜圭哲
- 2021年：KBS《紅色高跟鞋》飾演 金正國（特別出演）
- 2023年：KBS《孝心的家各自為生》飾演 姜震範（第8集起）

### 電影
- 1993年：《西便制》
- 1995年：《竊賊和詩人》
- 2006年：《偉大的家譜》
- 2007年：《活得正直》（特別出演）

## 獲獎
- 1993年：第31屆大鐘獎新人獎
- 1993年：春史電影賞男子新人獎
- 1993年：KBS演技大賞新人獎
- 1999年：KBS演技大賞優秀演技獎

## 外部連結
- NAVER （页面存档备份，存于）